# Юнг, Рогер
Рогер Ингемар Юнг (швед. Roger Ingemar Ljung; род. 8 января 1966 года, город Ломма, Швеция) — шведский футболист и футбольный агент, защитник, полузащитник, известный по выступлениям за «Адмира Ваккер», «Мальмё» и сборную Швеции. Участник Чемпионата Европы 1992, Чемпионатов мира 1990 и 1994 годов, а также Олимпийских игр в Сеуле.

## Клубная карьера
Юнг начал карьеру в клубе «Лундс». В 1984 году он перешёл в «Мальмё». В начале Рогер редко попадал в основной состав, но в 1987 году выиграл конкуренцию и стал постоянным игроком основы. В 1988 году он помог клубу выиграть Аллсвенскан лигу, а ещё через год стать обладателем национального кубка.
В 1989 году Юнг переехал в Швейцарию, где на протяжении двух лет выступал за «Янг Бойз» и «Цюрих». В 1991 году Рогер подписал контракт с австрийским «Адмира Ваккер». В Вене он провёл два с половиной года и помог команде выйти в финал Кубка Австрии. Зимой 1994 года Юнг перешёл в турецкий «Галатасарай», с которым выиграл титул чемпиона Турции. После окончания сезона Рогер перешёл в немецкий «Дуйсбург», где завершил карьеру по окончании сезона.
Рогер основал агентство Ljung Promotion AB в Ландскруне, его клиентами были Маркус Альбек, Даниель Андерссон, Андреас Исакссон, Тобиас Линдерот, Раде Прица, Ким Чельстрём.

## Международная карьера
В 1988 году Юнг в составе олимпийской национальной команды принял участие в Олимпийских играх в Сеуле. На турнире он сыграл в матчах против команд Китая, Германии и Италии. В 1990 году Рогер впервые выступил на Чемпионате мира в Италии. Он сыграл во встрече против Бразилии. Через два года Юнг принял участие в домашнем Чемпионате Европы. На турнире он участвовал в поединке против команды Германии. Шведы завоевали бронзовые медали.
В 1994 году Рогер во второй раз поехал на Чемпионат мира в США. Он принял участие в матчах против сборных Саудовской Аравии, России, Камеруна, Румынии и дважды Бразилии. Юнг забил гол камерунцам и помог сборной завоевать бронзовые медали первенства.

## Достижения
Командные
 «Мальмё»
- Чемпионат Швеции по футболу — 1988
- Обладатель Кубка Швеции — 1989

 «Галатасарай»
- Чемпионат Швеции по футболу — 1994

Международные
 Швеция
- Чемпионат Европы по футболу — 1992
- Чемпионат мира по футболу — 1994